# 妖精

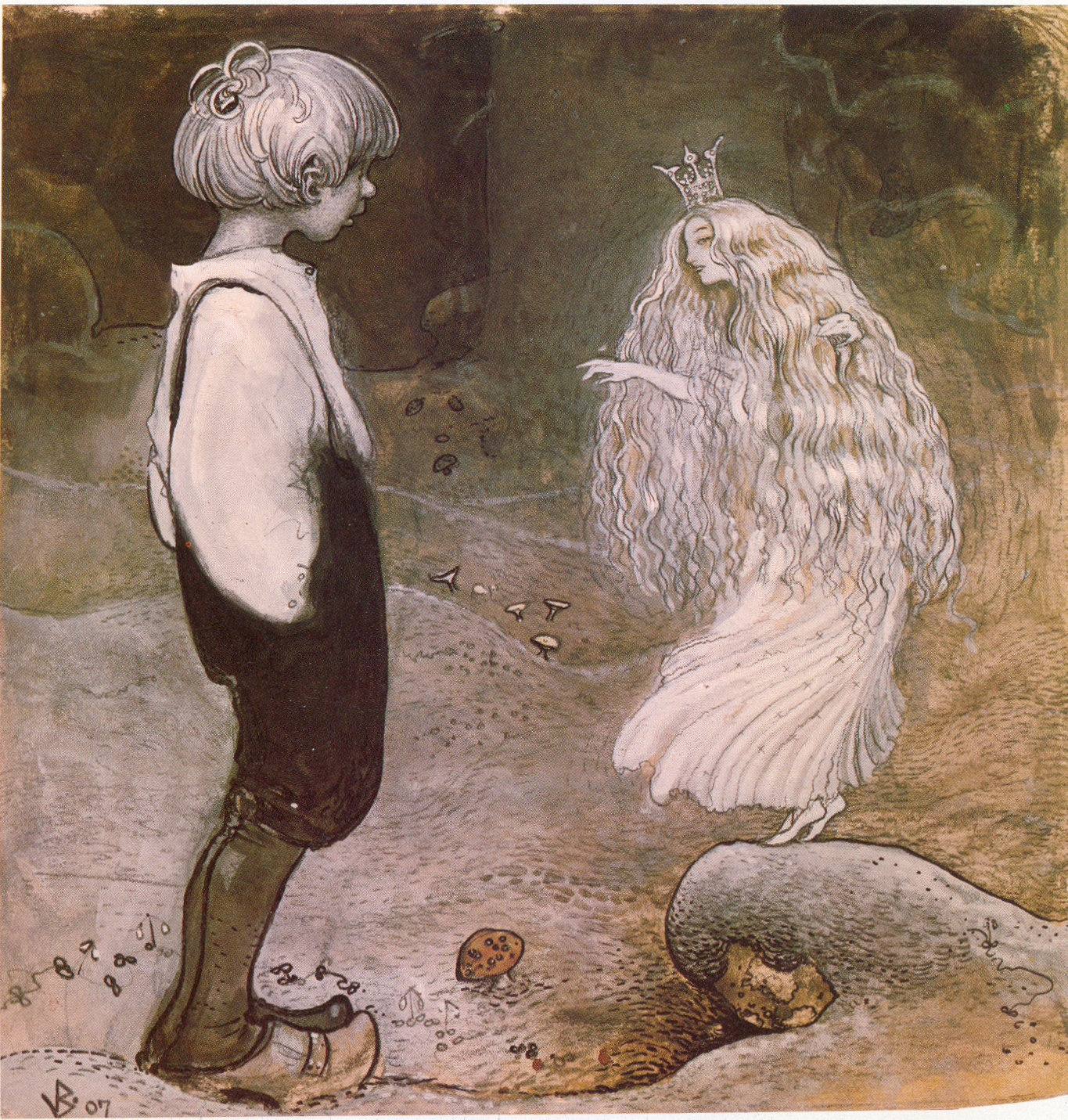
对小仙女许愿，约翰·鲍尔为阿尔弗雷德·斯梅德伯格的童話書《七个愿望》所作的插图

妖精是東方文化和西方文化皆有的傳說生物。是神話和传说登場的超自然的存在，介于人和神中間的存在的统称。常見的「妖精」别名有精靈、妖怪、怪物......等等,皆為描述一些超自然現象用的詞彙,意義大同小異。

## 東方文化的妖精
在东方文化中，妖精是妖怪别称，有些面目狰狞和举止怪异。有些甚至会伤害人类或带来灾祸在口語中，「妖」、「精」、「怪」幾個字經常連用，有時候還能相互替換。东晋干宝搜神记认为万物有灵，久了就会成精化作妖怪。

## 欧洲文化的妖精
欧洲文化里，妖精有些会帮忙做家事。有些是寄宿空气、植物、大地和人造物中的存在与力量。有些是附身在动物或人身上的灵体，通常用人形或动物形态出现。长尖耳朵的形象源自北欧神话的精灵，有些会诱惑人类男性。
欧洲传说的妖精，通常是老人或孩童形象。或者基督教普及前的欧洲神话神祇的缩小版。妖精性情通常喜欢恶作剧、爱好音乐，也有部分性情凶狠野蛮。
在不同地区妖精有不同称呼方式，如男妖精叫（fear sidhe），女性妖精叫（bean sidhe）。有时用（daoine sidhe）或其简称（sidhe）泛指所有妖精。
妖精有時也作為小仙子（Fairy）、精靈（Elf）和哥布林（Goblin）的別稱。日文向來用「妖精」來稱呼小仙子。

## 其他涵義
中文的「妖精」大多具有貶意，通常指作恶、害人和不好的。《紅樓夢》則用「妖精打架」來形容淫亂不堪的事，還有像是「掃把精」、「馬屁精」等等。